# Лакассань, Александр
Александр Лакассань (фр. Alexandre Lacassagne; 17 августа 1843, Каор, Франция — 24 сентября 1924, Лион, Франция) — основатель французской школы судебной медицины и криминальной антропологии с центром в Лионе, которая конкурировала с итальянской школой криминологии Ломброзо. Отец Жана Лакассаня.
Учился в военной школе в Страсбурге, работал в военном госпитале Валь-де-Грас в Париже. Позже получил кафедру судебной медицины в Лионском университете, был основателем журнала криминальной антропологии. Среди его помощников был в дальнейшем знаменитый учёный в области судебно-медицинской экспертизы Эдмон Локар.
Был пионером в области исследования образцов крови и огнестрельных ранений, определения видов оружия, которые оставили ранения. Дал научное объяснение образования трупных пятен.
Работал в области социологии и психологии, корреляции этих дисциплин с уголовным и девиантным поведением в криминалистике. Считал биологическую предрасположенность индивидуалов и их социальную среду важными факторами в формировании преступного поведения.
Прославился экспертизами громких уголовных дел, в том числе революционного и показательного для успехов судебной медицины дела Гуффэ. Поддержал инициативу создания колоний, выступал против отмены смертной казни.